# لاریسا لازوتینا
لاریسا لازوتینا ورزشکار زن رشتهٔ اسکی صحرانوردی اهل کشور روسیه است. وی در بین سال‌های ‎۱۹۹۲ تا ۱۹۹۸ میلادی در مسابقات بازی‌های المپیک زمستانی در مجموع ۷ مدال، شامل ۵ مدال طلا و ۱ نقره و ۱ برنز را کسب کرد.